# Itterbeek met Brand, Jagersborg en Schootsheide en Bergerven
Itterbeek met Brand, Jagersborg en Schootsheide en Bergerven is een Natura 2000-gebied (habitatrichtlijngebied BE2200034) in Vlaanderen in de provincie Limburg. De Itterbeekvallei omvat gebieden als de Brand en het Tösch-Langeren waarin goed bewaarde kleinschalige landbouwlandschappen liggen met door houtkanten omgeven weilanden. Samen met oude wateringen (Schootsheide) en voormalige zandwinningen (Bergerven) vormt dit het zuidelijke deel van het GrensPark Kempen-Broek.
Er komen achttien Europees beschermde habitats voor in het gebied: actief hoogveen, blauwgraslanden, droge heide, droge heide op jonge zandafzettingen, eiken-beukenbossen op zure bodems, glanshaver- en grote vossenstaartgraslanden, heischrale graslanden en soortenrijke graslanden van zure bodems, ondiepe beken en rivieren met goede structuur en watervegetaties, open graslanden op landduinen, oude eiken-berkenbossen op zeer voedselarm zand, slenken en plagplekken op vochtige bodems in de heide, valleibossen, elzenbroekbossen en zachthoutooibossen, vochtige tot natte heide, voedselarme tot matig voedselarme verlandingsvegetaties, voedselarme tot matig voedselarme wateren met droogvallende oevers, voedselrijke, gebufferde wateren met rijke waterplantvegetatie, voedselrijke, soortenrijke ruigtes langs waterlopen en boszomen, zure bruingekleurde vennen.
Er komen negenentwintig Europees beschermde soorten voor in het gebied: beekprik, bittervoorn, blauwborst, blauwe kiekendief, boomkikker, boomleeuwerik, bruine kiekendief, drijvende waterweegbree, gevlekte witsnuitlibel, gladde slang, grauwe klauwier, grote modderkruiper, grote zilverreiger, heikikker, ijsvogel, kamsalamander, knoflookpad, laatvlieger, middelste bonte specht, nachtzwaluw, otter poelkikker, porseleinhoen, roerdomp, rosse vleermuis, rugstreeppad, vliegend hert, wespendief, woudaapje, zwarte specht.
Gebieden die deel uitmaken van het Natura 2000-gebied zijn onder andere: Itterdal, Schootsheide, Bergerven, De Brand, Jagersborg en Tösch-Langeren.

## Afbeeldingen

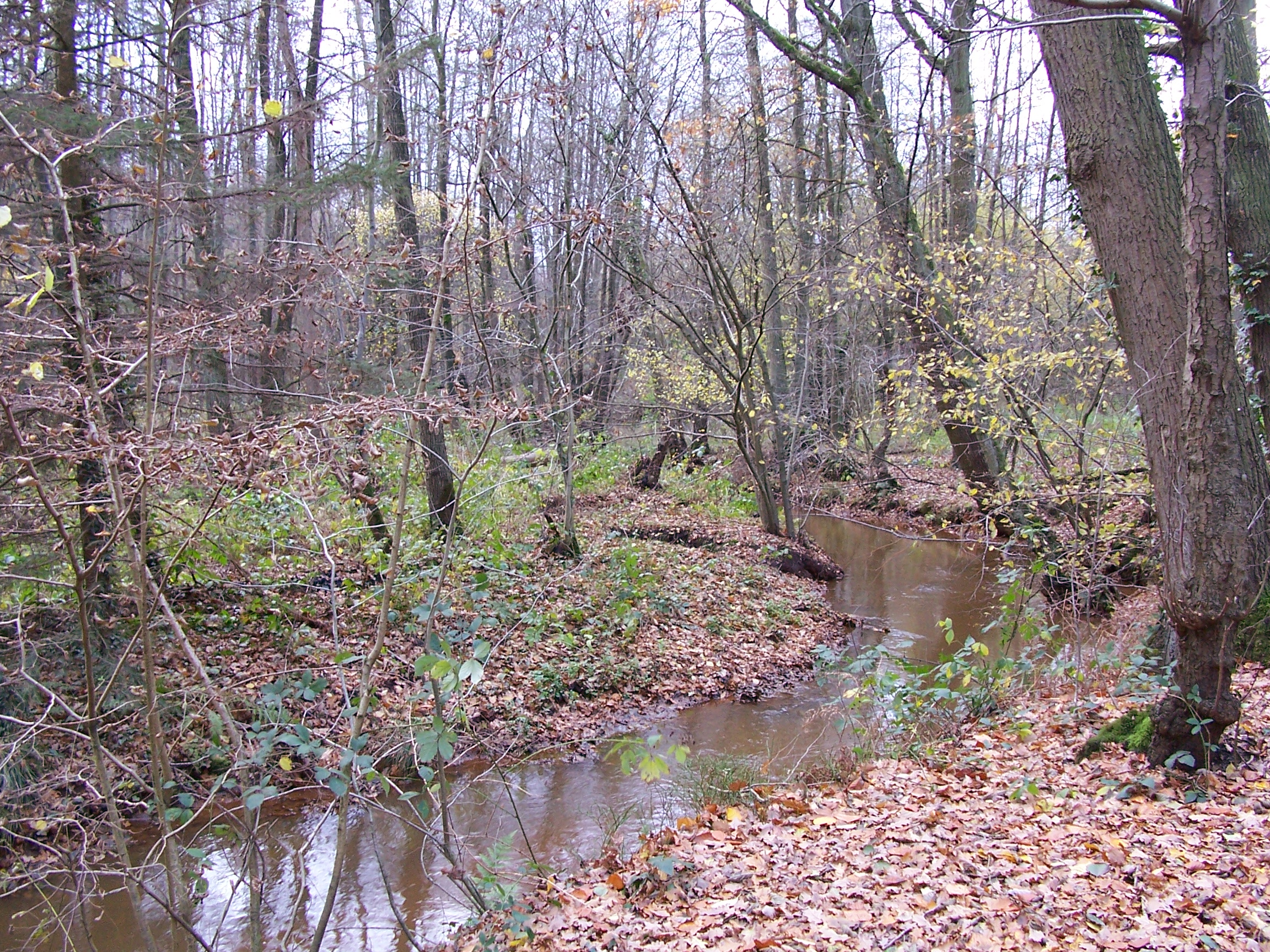
Itterdal
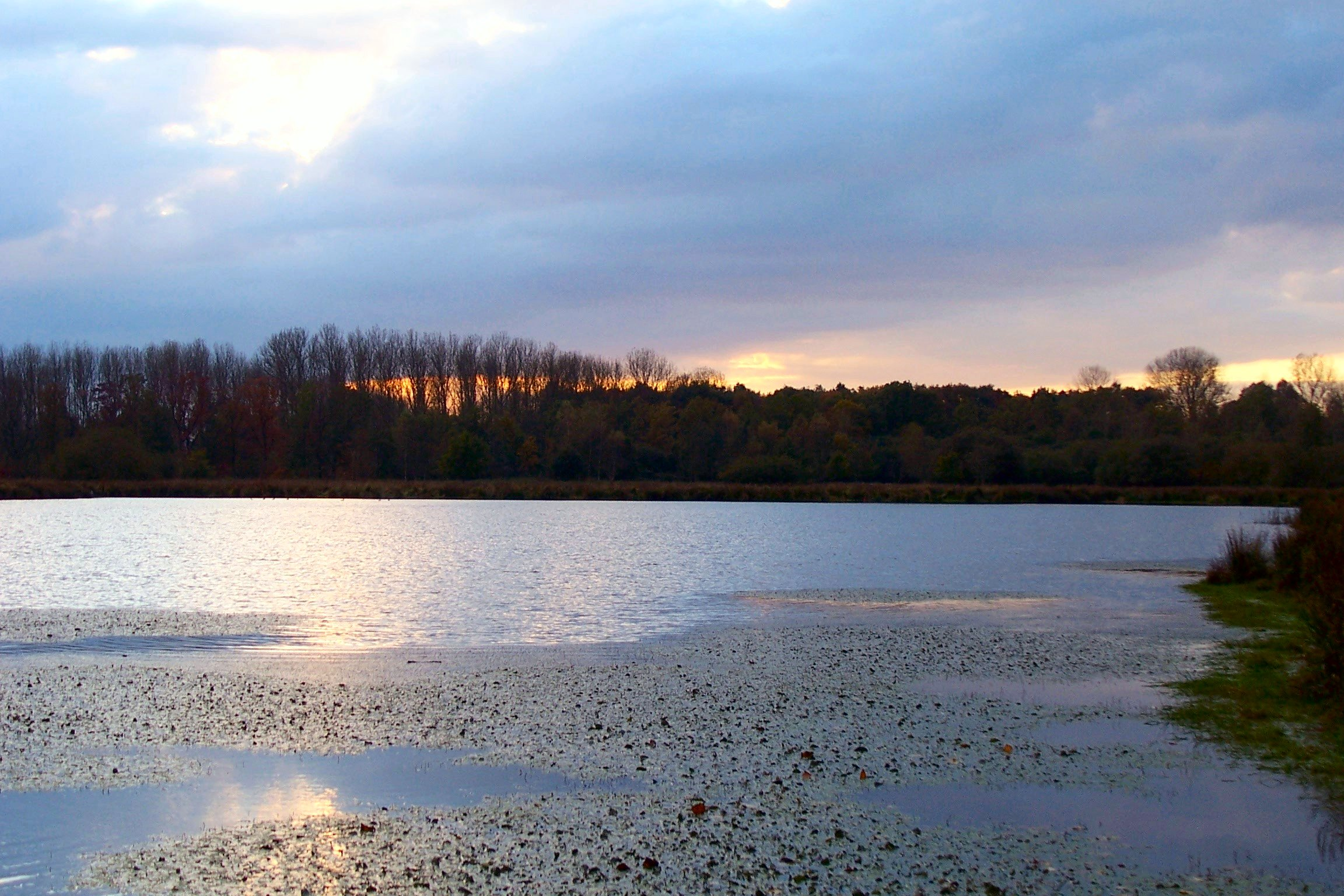
Tösch-Langeren
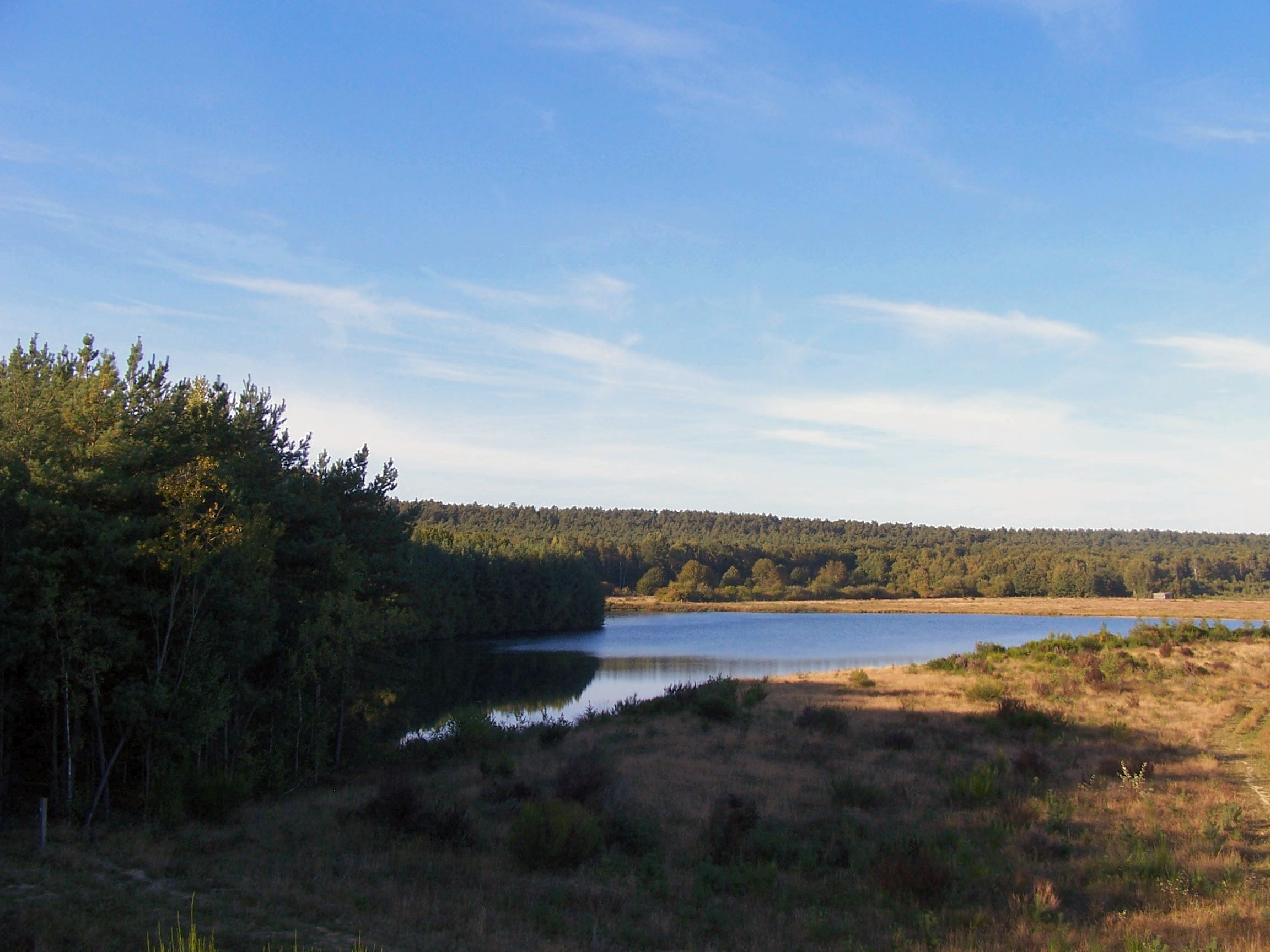
Bergerven
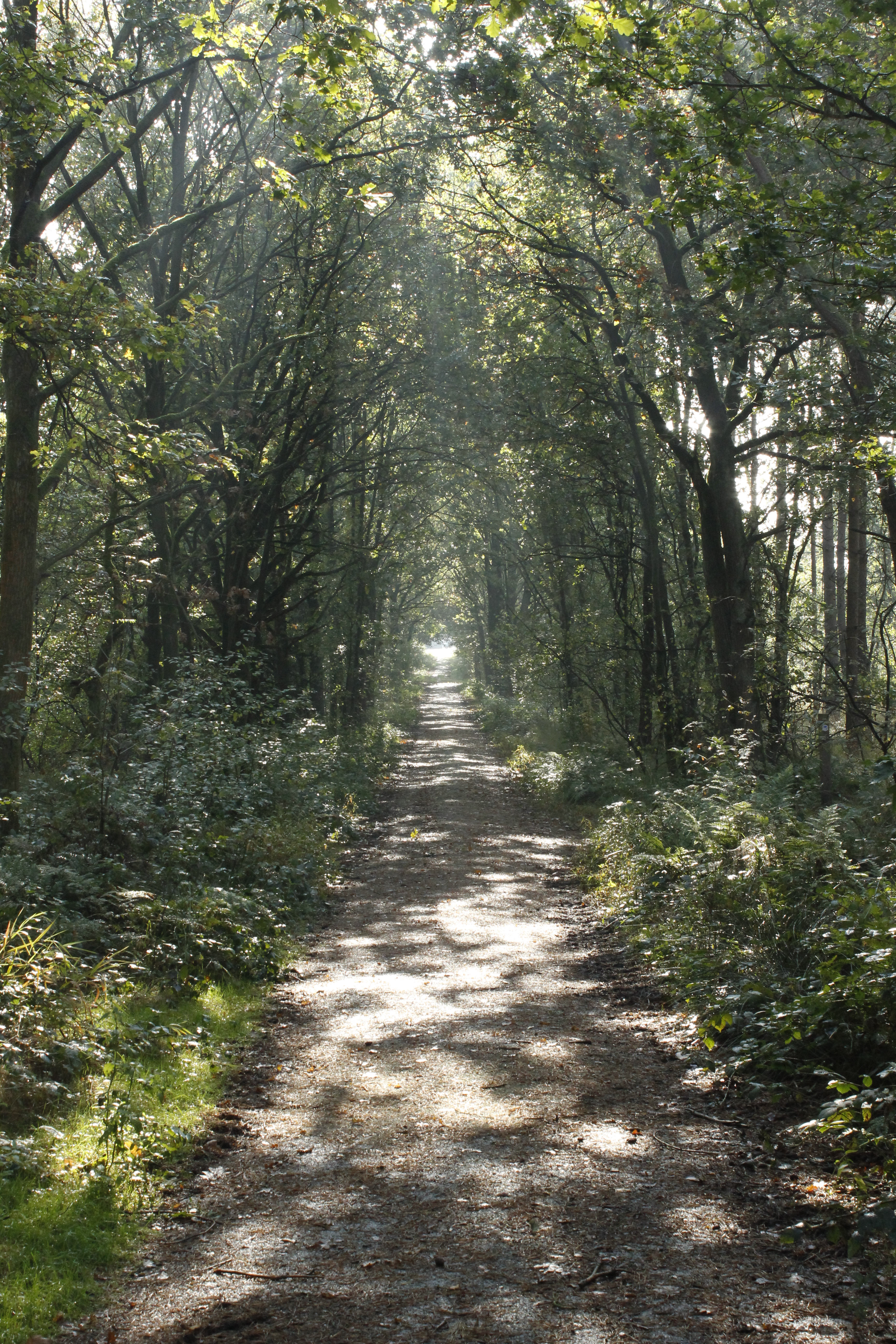
Bergerven
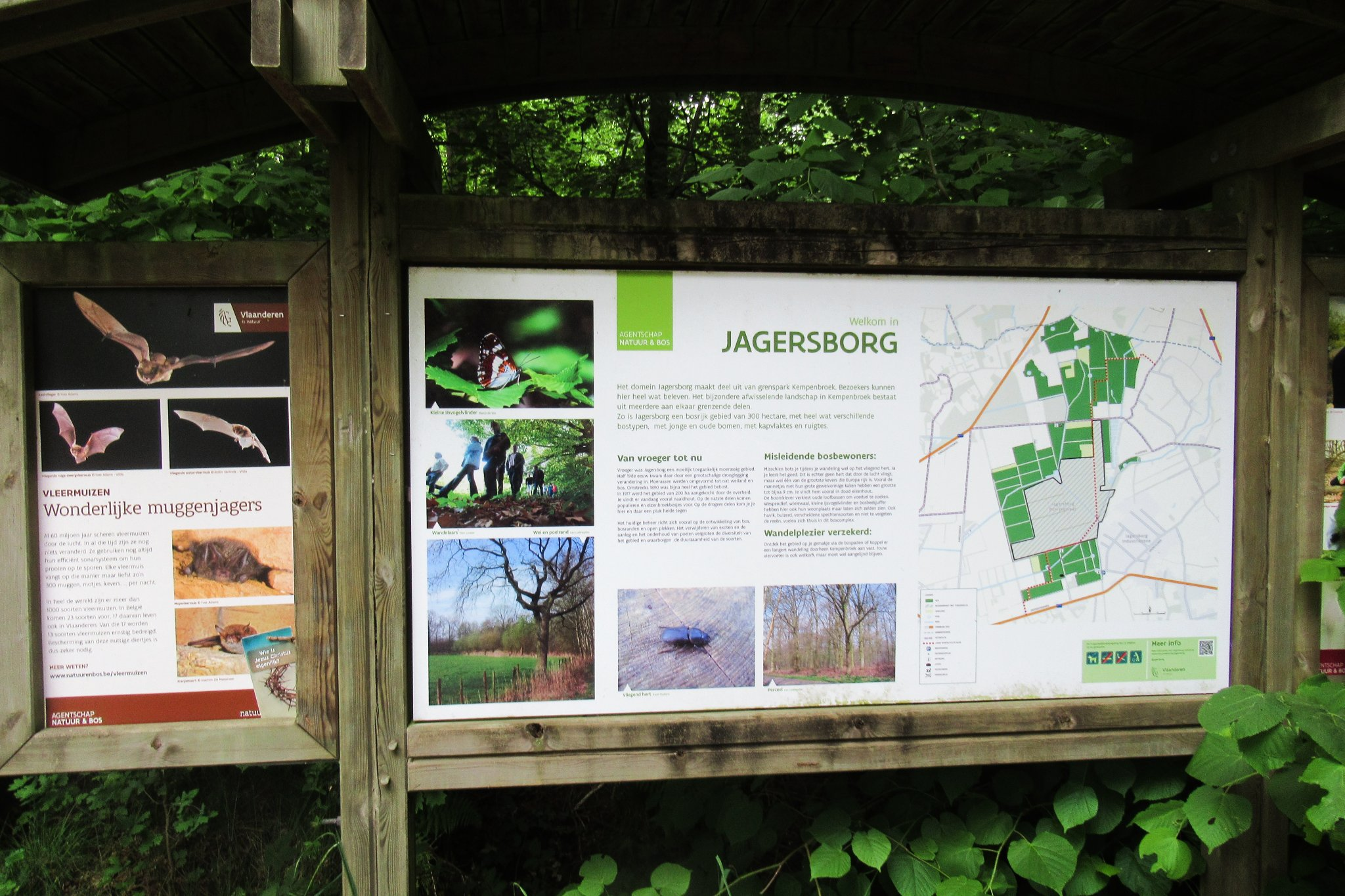
Jagersborg